# Afganistan na Letnich Igrzyskach Olimpijskich 1936
Afganistan na XVII Letnich Igrzyskach Olimpijskich w Berlinie reprezentowała ekipa licząca 15 mężczyzn.
Był to 1. start Afganistanu na letnich igrzyskach olimpijskich.

## Reprezentanci

### Lekkoatletyka
- 100 m mężczyzn: Mohammad Khan – odpadł w kwalifikacjach
- skok w dal mężczyzn: Mohammad Khan – został zdyskwalifikowany
- pchnięcie kulą mężczyzn: Abdul Rahim – został zdyskwalifikowany

### Hokej na trawie
- Sardar Abdul Wahib
- Abouwi Ahmad Shah
- Sayed Ali Babaci
- Mian Faruq Shah
- Hussain Fazal
- Jammal-ud-Din Affendi
- Mohammad Asif Shazada
- Mohammad Sultan Shazada
- Saadat Malook Shazada
- Zahir Shah Al-Zadah
- Shujadin Shuja Shazada
- Sayed Ali Atta
- Sayed Mohammad Ayub

Reprezentanci Afganistanu zajęli 5. miejsce.